# Numero Dertien
Numero Dertien (Gronings: Nummer Dattien) is een gehucht in de Nederlandse gemeente Veendam in de provincie Groningen. De naam verwijst naar de dertiende zijwijk van de Ommelanderwijk.
De winning van turf in Groningen gebeurde voornamelijk door het veengebied te ontsluiten door het graven van kanalen en wijken. Via de wijken trok men steeds verder het veen in. De meest simpele naamgeving voor de wijken was om deze te nummeren. Zo werden de zijwijken van de Ommelanderwijk vanaf Veendam genummerd vanaf een. Daarbij werden de zuidelijke zijwijken voorzien van een oneven nummer terwijl de noordelijke zijwijken een even nummer kregen.
Langs de wijken en de zijwijken ontstond vaak ook enige bewoning. In Ommelanderwijk ontstond die met name langs de eerste zijwijk Numero een en langs de dertiende zijwijk. Bij Numero Dertien leidde die ontwikkeling tot het begin van dorpsvorming. Het dorp had in het begin van de twintigste eeuw bijvoorbeeld een eigen schooltje met tot wel 30 leerlingen, voornamelijk kinderen afkomstig van de omliggende boerderijen, maar tegenwoordig is het schooltje in particulier bezit.
Er is ook nog een wit plaatsnaambord dat Numero Dertien aangeeft, maar het gehucht is uiteindelijk nooit tot dorp doorgegroeid. Begin jaren zestig verscheen er zelfs een artikel over het gehucht in het damesweekblad Libelle. 
Ondanks dat het gehucht niet meer dan vijftien huizen omvat, heeft het bestaan van Numero Dertien onder vuur gelegen. Zo waren er rond 2001 plannen van de overheid om een groot militair oefenterrein aan te leggen waarbij Numero Dertien volledig van de kaart zou worden geveegd. Daarna kwam de zogenoemde 'roze invasie', waarbij een groep varkenshouders uit Noord-Brabant zich probeerde te vestigen in de veenkoloniën, met negen geplande varkenshouderijen op alleen al Numero Dertien. Door protest van de bewoners en het daaropvolgende ingrijpen van de gemeente, werd dit aantal beperkt tot één varkenshouderij op Numero Dertien.